# Карлос Мануел де Сеспедес
Карлос Мануел де Сеспедес дел Кастильо (на испански: Carlos Manuel de Céspedes del Castillo) е кубински революционер, национален герой и първи президент на Куба през 1868 г.
Сеспедес, собственик на плантация в Куба, освобождава робите си и прави декларация за кубинската независимост през 1868 г., с което започва Десетгодишната война (1868 – 1878).
Заради действията му, довели до независимостта на Куба, той е известен като Бащата на отечеството.

## Биография
Роден през 1819 г. в Баямо в семейство, посветено на производството на захар, той учи в университета в Хавана, където завършва през 1840 г. В Испания страната, в която се премества с намерението да продължи да следва право, той участва в революционна и антиправителствена дейност, арестуван и принуден да отиде в изгнание във Франция.
След завръщането си в Куба и убеден в необходимостта да се противопостави военно на метрополията като единствения начин за постигане на независимостта на острова, той влиза в контакт с други противници на колониалния режим, сред които Салвадор Сиснерос Бетанкур, Бартоломе Масо и Педро Фигередо. По-голямата част от опозицията, както и самият Сеспедес идват от захарни семейства, заселени в източния край на острова, традиционно по-бедни и по-слабо развити.
Сеспедес е женен 2 пъти. Първият брак през 1839 г. е с Мария дел Кармен де Сеспедес (негова първа братовчедка). С нея има 2 деца – Мария дел Кармен, Оскар Карлос Мануел де Сеспедес. Тя умира от туберкулоза през 1867 г. През 1869 г. той се жени за втори път за Ана Мария де Кесада (1843 – 1910). С нея има 3 деца – Оскар и близнаците Глория (1871 – ?) и Карлос Мануел де Сеспедес Кесада (1871 – 1939), който за кратко е президент на Куба, след като Херардо Мачадо е свален от власт през 1933 г.
Смята се, че между двата си брака е имал връзка по време или малко след това с Канделария „Камбула“ Акоста и Фонтен (р. 1851), тогава 17-годишна дъщеря на началника на неговата плантация Хуан Акоста и съпругата му Консепсион Фонтейн. Той възлага на Камбула да ушие първото знаме за Куба. С Камбула има дъщеря Кармен де Сеспедес Акоста (р. 1869). Страхувайки се за тяхната безопасност, той праща бременната тогава Камбула и дъщеря им в Ямайка. През 1872 г. техният син Мануел де Сеспедес Акоста е роден в Кингстън.
Ликът на Сеспедес е на банкнотите от 10 песо в Куба до 1960 г., когато е преместен на банкнотата от 100 песо. Община в провинция Камагуей, Карлос М. де Сеспедес е кръстена на него.

## Десетгодишна война
Сеспедес е земевладелец и адвокат в Източна Куба, близо до Баямо. Купува през 1844 г. La Demajagua, имение със захарна плантация след завръщането си от Испания. На 10 октомври 1868 г. прави Grito de Yara (Вик на Яра), обявявайки кубинската независимост, с което започва Десетгодишната война. Същата сутрин, след като удря камбаната на робите, за да покаже, че е време за работа, те застават пред него в очакване на заповеди и Сеспедес обявява, че всички са свободни хора и са поканени да се присъединят към него и неговите другари заговорници във война срещу испанското правителство на Куба. Наричат го Padre de la Patria („Бащата на отечеството“).
Десетгодишната война е първият сериозен опит за постигане на независимост от Испания и освобождаване на всички роби. В източна Куба тютюнопроизводителите и фермерите, към които се присъединяват мулати и роби, се бият срещу западна Куба с нейните плантации от захарна тръстика, които изискват много роби и силите на испанския генерал-губернатор. Хю Томас обобщава, че войната е конфликт между criollos (креоли, родени в Куба) и peninsulares (скорошни имигранти от Испания).
Сеспедес е свален от власт чрез лидерски преврат през 1873 г. Испанските войски го убиват през февруари 1874 г. в планинско убежище, тъй като новото кубинско правителство не го пуска да замине в изгнание и му отказва ескорт.
Войната завършва през 1878 г. с Пакта от Санхон, който прави отстъпки: освобождаване на всички роби и китайци, които са се били срещу революционерите и без действия за политически престъпления, но без свобода за всички роби и без независимост.